# 1108

## Догађаји
- Википедија:Непознат датум — октобар - Битка код Тел Башира
- Википедија:Непознат датум — Деволски споразум

- Пролеће – Краљ Сигурд I испловљава из Енглеске, у норвешки крсташки рат, ка Палестини. Одбија муслиманску флоту близу реке Тежо, затим напада Синтру, Лисабон и Алкасер до Сал, и коначно побеђује другу муслиманску флоту даље на југу.
- 29. мај – Битка код Уклеса: Алморавидске снаге побеђују војске Кастиље и Леона. Напредовање Реконкисте је заустављено, а Бербери поново освајају градове Уклес, Куенку, Уете и Окању. Хришћани, многи од племства, су обезглављени.
- 29. јул – Краљ Филип I умире у Мелуну, након 48-годишње владавине. Наслеђује га син Луј VI, који се на почетку своје владавине суочава са побунама феудалних разбојника и побуњених барона разбојника.
- Септембар – Опсада Дирахијума: Италијанско-норманске снаге под Боемундом I прекидају опсаду због болести и недостатка залиха. Боемунд постаје вазал Византијског царства потписивањем Деволског споразума.
- Јесен – Кнежевина Нитра престаје да постоји, након што је краљ Коломан од Угарске свргнуо њеног последњег владара, Алмоша.
- Конзули Бергама се први пут помињу, што указује да је град постао независна комуна у Ломбардији (Северна Италија).
- Лето – Џавали Сакава, турски владар Мосула, прихвата откуп од 30.000 динара од грофа Жослена I и ослобађа свог рођака Балдуина II, грофа Едесе, који је држан као заробљеник.
- Балдуин I креће против Сидона, уз подршку ескадриле морнара-авантуриста из разних италијанских градова. Фатимидска флота из Египта побеђује Италијане у поморској бици испред луке.
- Кланови Таира и Минамото удружују снаге да би владали Јапаном, након што су победили ратничке монахе из храма Енрјаку-џи близу Кјота. Таира замењују многе племиће Фуџивара на важним дужностима – док Минамото стиче више војног искуства стављајући делове северног Хоншуа под јапанску контролу .
- Изградња торња Винчестерске катедрале почиње, градња се наставља до 1120. године.
- 13. јун – Освештана је обновљена Ферентинска катедрала у Италији.

## Смрти
- Гервис од Базоша

- Никита Печерски, руски светитељ

- 29. јул — Филип I Француски, француски краљ (*1052)